# 予想平均温冷感申告
予想平均温冷感申告（よそうへいきんおんれいかんしんこく、英: predicted mean vote, PMV）とは、人間が感じる温冷感の指標である。

## 概要
PMVは人間の感覚量から物理的考察に基づいて温熱快適性を表示したもので、1967年にデンマーク工科大学のオレ・ファンガーによって提唱された。温冷感を決定する環境側の4要素（気温[℃]・湿度[%]・風速[m/s]・熱放射[℃]）に、人体側の2要素（代謝当量[met]・着衣量[clo]）を加えて考慮する。PMVでは、PMV=0の状態を熱的中立とし、-3から3のあいだで人間の温熱快適性を表現する。なお、極端に過酷な環境下ではPMVは適応できない。
ファンガーは被験者実験によってPMVとPPD（予測不満足者率）の関係式を導いた。国際標準化機構の基準では、−0.5 < PMV < +0.5の範囲（PPDが10%以下の範囲）を快適域として推奨している。

## 算出式
PMVは以下の式で算出される。
PMV = (0.303e−0.036M + 0.028)L
L: 人体の熱負荷 [W/m2], M: 代謝量 [W/m2]